# جوجه چینی
جوجه چینی نام نوعی غذا است که با سینه مرغ تهیه می‌شود.

## طرز تهیه
در طبخ این غذا ابتدا سینه مرغ را به شکل فیله خرد کرده سپس فیله‌ها را در خمیری که از مخلوط کردن آرد گندم، آرد برنج، آرد ذرت، بیکینگ پودر، ماءالشعیر و نمک تهیه شده قرار می‌دهند و در نهایت آن‌ها را سرخ می‌کنند.  همچنین می‌توان سیب‌زمینی سرخ‌کرده و پیاز سرخ‌کرده را نیز در کنار آن سرو کرد. 